# Samed Vurgun
Samed Vurgun (en azéri : Səməd Vurğun, en russe : Самед Вургун) ; né Samed Vekilov ou en azéri : Səməd Yusif oğlu Vəkilov, né le 21 mars ou 12 mai 1906 à Qazakh et mort le 27 mai 1956 à Bakou) est un poète azéri et soviétique. Il est le père du poète Vaqif Səmədoğlu.

## Biographie
Orphelin de mère à l'âge de six ans, Samed Vurgun est élevé par son père et sa grand-mère maternelle. En 1918, la famille déménage à Qazax où Samed et son frère Mehdixan (1902-1975) deviennent élèves du séminaire de Qazakh (Qazax müəllimlər seminariyası). Il enseigne ensuite la littérature dans les écoles de Gandja et de Quba. En 1929-1930, il étudie à l'université d'État de Moscou, puis à l'Institut pédagogique d’Azerbaïdjan.
Vurgun commença à publier en 1924. Son premier recueil Le Serment du poète parait en 1930. En 1935, son poème Leyla rend hommage à la première aviatrice azerbaïdjanaise Leyla Mammadbeyova. En 1936, il traduit en azéri Eugène Onéguine d'Alexandre Pouchkine et Le Chevalier à la peau de panthère de Chota Roustavéli. Il traduit également les œuvres de Taras Chevtchenko, Maxime Gorki, Ilia Tchavtchavadzé, Jamboul Jabayev. Lors de la Seconde Guerre mondiale il écrit plus de soixante poèmes et versets parmi lesquels Les Enfants de Bakou.
Membre du PCUS depuis 1940, travailleur des arts honoré de la RSS d'Azerbaïdjan et membre de l'Académie des sciences de la République socialiste soviétique d'Azerbaïdjan à partir de 1945, il est député du Soviet suprême de l'Union soviétique de 1946 à sa mort.
Vurgun reçut deux fois le prix d'État de l'URSS. Le premier en 1941, pour son drame Vagif (1937) consacré à Molla Panah Vaguif, pionnier du mouvement réaliste dans la poésie azerbaïdjanaise et diplomate de Khanat du Karabagh, et le second en 1942, pour Farkhad et Shirin (1941), une adaptation dramatique de Khosrow o Shirin du Khamseh de Nizami.
Le Théâtre dramatique russe de l'État d'Azerbaïdjan et des rues de Bakou et Moscou portent son nom. Sa maison à Bakou est devenue un musée à sa mémoire.

## Décorations
- Ordre de Lénine (1956)
- Ordre du Drapeau rouge du Travail
- Ordre de l'Insigne d'honneur (1939)